# Coral Records

Logo von Coral Records

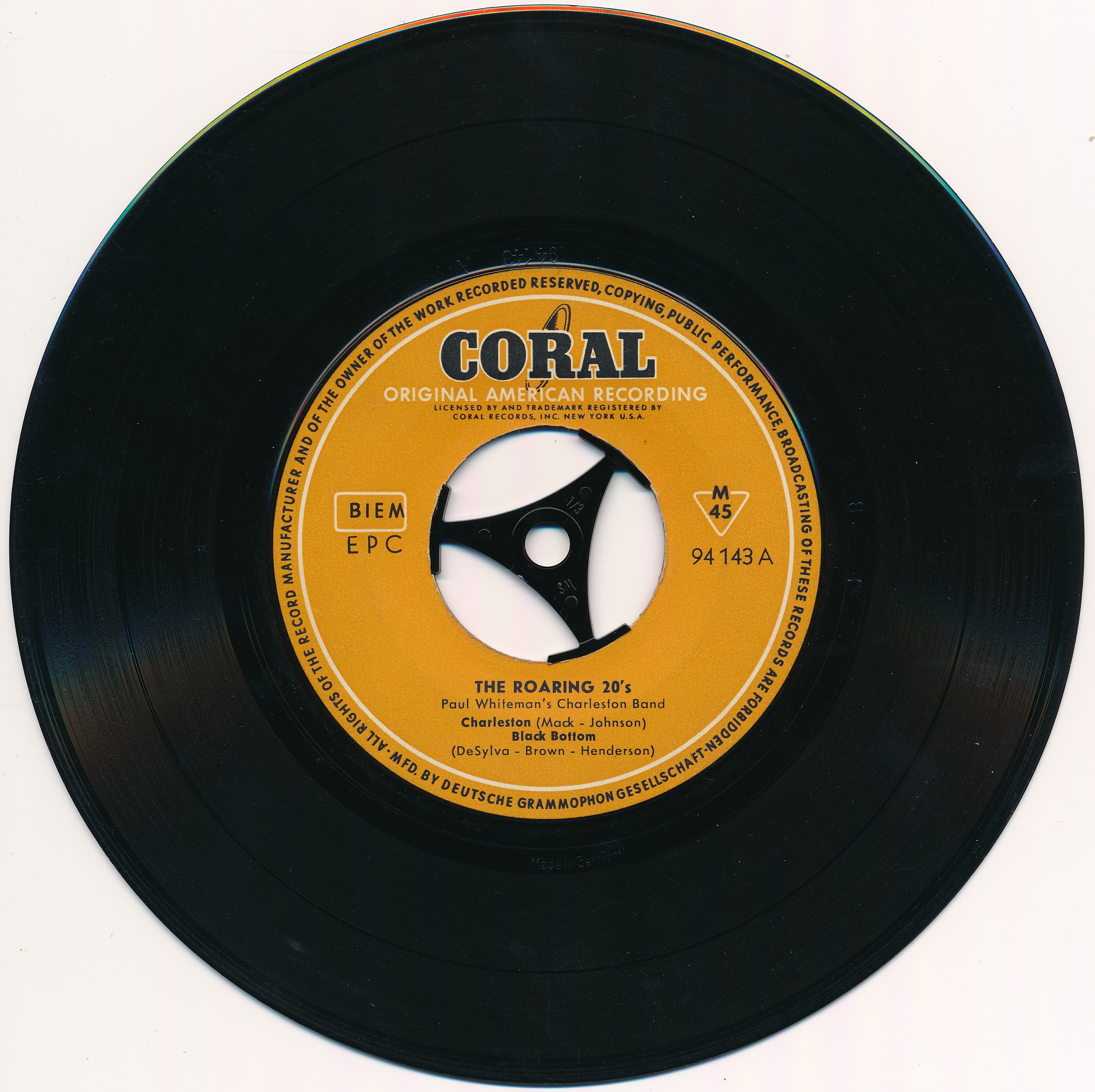
Coral Single-Schallplatte

Coral Records ist ein US-amerikanisches Jazz- und Pop-Label.

## Geschichte des Plattenlabels
Coral Records wurde in den 1940er Jahren als Sublabel von Decca Records geschaffen; verschiedene Jazz und Swing Bands nahmen in dieser Zeit auf Coral Platten auf. Manager war Bob Thiele, der mit der Coral-Künstlerin Teresa Brewer verheiratet war. Coral Records wird aber vor allem für seine frühen Rock ’n’ Roll Aufnahmen in Erinnerung bleiben. Dort erschienen Platten von Buddy Holly and The Crickets sowie von Johnny Burnette’s Rock'n'Roll Trio.
In den späten 1950ern hatte Debbie Reynolds ihren Hit „Tammy“ auf dem Coral-Label.
In den späten 1960er Jahren wurde der Katalog von Coral von MCA Records übernommen.
Im Jahr 1973, als MCA mit Decca verschmolz, wurde das MCA Coral Label zu einem Niedrigpreis-Label von Wiederveröffentlichungen.
Künstler, die auf Coral Records Platten veröffentlichten, waren Teresa Brewer, Johnny Burnette Trio, Patsy Cline, Don Cornell, Little Miss Cornshucks, Bob Crosby & His Orchestra, Pete Fountain, Buddy Holly and The Crickets, McGuire Sisters, Barbara McNair und Debbie Reynolds.